# Putting Pants on Philip
Putting Pants on Philip är en amerikansk stumfilm från 1927 regisserad av Clyde Bruckman.

## Handling
Piedmont Mumblethunder tar vid hamnen emot sin systerson Philip från Skottland som kommer på besök. Detta besök skulle kunna bli bra, om det inte vore för två saker. Den ena saken är att Philip bär kilt och väcker uppmärksamhet hos folk som tycker att han ser löjlig ut. Den andra är Philip's svaghet för kvinnor, han mister förståndet så fort han ser en söt flicka.

## Om filmen
I filmen medverkar Stan Laurel och Oliver Hardy som senare kom att bli kända som komikerduon Helan och Halvan, men som här heter Philip och Piedmont Mumblethunder.
Filmen är en delvis remake på stumfilmerna The Rent Collector från 1921 med Larry Semon och Short Kilts från 1924 med Stan Laurel.
Filmen har givits ut på DVD och Blu-ray.

## Rollista (i urval)
- Stan Laurel – Philip
- Oliver Hardy – Piedmont Mumblethunder
- Chet Brandenburg – spårvagnskonduktör
- Dorothy Coburn – kvinna som jagas av Philip
- Sam Lufkin – skeppsläkare
- Jack Hill – oidentifierad roll[1]